# ジャン・ル・ロン・ダランベール
ジャン・ル・ロン・ダランベール（Jean Le Rond d'Alembert、1717年11月16日 - 1783年10月29日）は、18世紀フランスの哲学者、数学者、物理学者。ドゥニ・ディドロらと並び、百科全書派知識人の中心者。

## 人物
母は『百科全書』編集にも貢献し、著名人、知識人、上流貴族らを集めたサロンをサントノレ通り界隈等で開いていたマダム・タンサン（仏: Claudine Guérin de Tencin）、推定父は第4代アーレンベルク公爵レオポルド＝フィリップ（仏: Léopold-Philippe d'Arenberg）だとも、実父は聖ラザロ騎士団員、フランス王国軍砲兵士官のルイ＝カミュ・デトゥッシュ（仏: Louis-Camus Destouches）だともされている。
産まれてすぐ母により、現在のノートルダム大聖堂の北側に隣接していたシテ島のサン＝ジャン＝ル＝ロン教会（仏: Église Saint-Jean-le-Rond de Paris）の階段に遺棄された。そして孤児院に入れられたが、外国から帰国し、それを知ったデトゥッシュがすぐに貰い受け、養子先の家庭の下で育った。以後、養母とはその先50年あまり一緒に暮らした。デトゥッシュは後にも先にも認知はしなかったが秘密裏に教育費等資金援助をし、死後も遺産を遺した。若くして数学の才能を発揮したジャン・ル・ロンは、コレージュ・デ・キャトル＝ナシオン（仏: Collège des Quatre-Nations）を経て、パリ大学で文学学士号を取得し、さらに法学や哲学、数学など多岐に渡って学んだ。
後年、姓名をd'Alembert に変えたのはフリードリヒ2世に提案されたからだとされている。
1743年に『動力学論』を刊行し、全ヨーロッパで脚光を浴びる。次いで「流体の釣り合いと運動論」「風の一般的原因に関する研究」などの物理学的研究を次々に発表した。その研究はパリ社交界でも注目され、科学関係者だけでなくディドロ、ルソー、コンディヤックらの哲学者と知り合い、関心分野を広げた。その知名度と関心の広さを見込まれ、ディドロとともに『百科全書』の責任編集者となり、その刊行（1751年）にあたっては序論を執筆した。
『百科全書』には、他に「力学」「原因」「加速的」など150の項目を執筆、それらをとおし「力学は単なる実験科学ではなく、混合応用数学の第一部門である」との説を主張した。ダランベール力学の大きな功績は、ニュートン力学を肯定しながらも、そのなかにみられた神の影響を払拭した点にある。また「動力学」の項目では「ダランベールの原理」を明らかにしている。
1757年ヴォルテールを訪問し親交を結んだ。またこの年『百科全書』に執筆した「ジュネーヴ」の項がルソーらの反論を呼んだ。この事件に追い打ちをかけるように、王権からの『百科全書』刊行に対する圧力が強まるなかで、1759年には責任編集者を退いた。その後1761年に『数学小論集』の刊行を開始し、1780年に完結させた。ただし1760年代以降のダランベールは、関心が哲学や文学に向かったことや健康状態が悪化したことなどのため、執筆活動は衰えている。1768年にパリに出てきたラプラスの才能を認めパリの王立軍学校の数学教授職に就く助けをした。

## 著作（日本語訳）
- 百科全書序説（竹内良知訳）世界大思想全集・河出書房新社、1959
- 百科全書序論（佐々木康之訳）世界の名著・中央公論社、1970
- 百科全書 序論および代表項目 ディドロ/ダランベール編 桑原武夫編訳 岩波文庫、1971
- ラモー氏の原理に基づく音楽理論と実践の基礎（片山千佳子、安川智子、関本菜穂子訳）春秋社、2012

## 関連文献
- ルソー『演劇について　ダランベールへの手紙』今野一雄訳、岩波文庫、1979
- ディドロ『ダランベールの夢』新村猛訳、岩波文庫、1958